# Jnane El-Harti
Jnane El-Harti (Arabisch: جنان الحارتي) is een park in Marrakesh in Marokko. Het park ligt naast het El Hartistadion tussen de wijken Hivernage en Gueliz in de nieuwe stad, buiten de oude stadsmuren. Het zes hectare grote park heeft een grote verscheidenheid aan plantensoorten, fonteinen, schaduwrijke 
wandelpaden en zithoeken. Er is ook een kinderspeelplaats in het park. Het park is dagelijks vrij toegankelijk tussen 8:00 en 18:00 uur.

## Geschiedenis
Het park werd begin jaren dertig aangelegd, tijdens het Franse protectoraat over Marokko (1912-1956). Tegenwoordig wordt het park begrensd door Avenue Hassan II, maar vroeger strekte het zich uit over een groter gebied. De aanleg van het park vond plaats onder leiding van Europese ambtenaren en het lijkt dan ook op westerse parken. Al tijdens de aanleg was het de bedoeling om een oord te creëren dat voor iedereen toegankelijk was.
De meeste elementen, zoals het muziekpaviljoen, de fonteinen, de pergola's en de zitbanken, waren er al vanaf het begin. Het park bevat ook elementen uit de Berbercultuur, zoals een oude bewakingstoren. De kinderspeelplaats met de twee levensgrote dinosaurussen werd pas later toegevoegd.

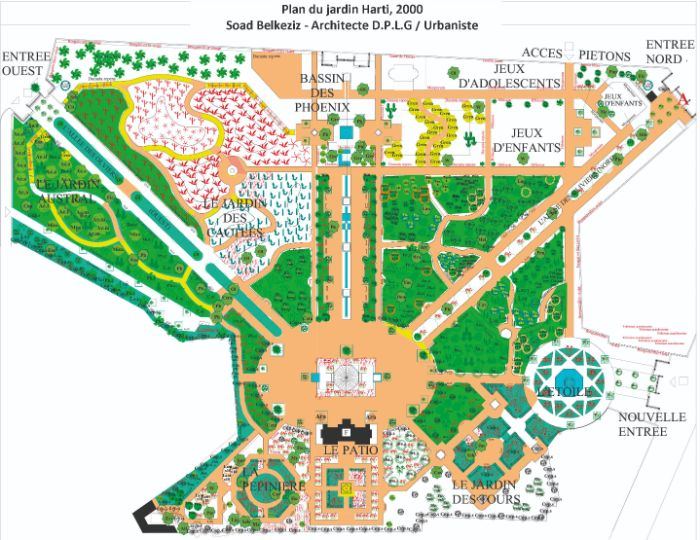
Plattegrond

Het park bleef vele jaren onveranderd, maar raakte na verloop van tijd in verval. Dit veranderde in 2002 toen het stadsbestuur van Marrakech 6 miljoen dirham vrijmaakte om de groene ruimten te herbeplanten en op te knappen. Het stadsbestuur werd gesteund door de Internationale Vereniging van Franstalige Burgemeesters (AIMF). De architecte Soad Belkeziz was verantwoordelijk voor het herontwerp van het park. Bewaterings- en verlichtingssystemen werden geïnstalleerd, oude vervallen gebouwen maakten plaats voor nieuwere, paden werden gecementeerd en nieuwe banken vervingen de oude. Met de steun van buitenlandse tuinarchitecten die door de stad Parijs waren gestuurd, werd de plantenrijkdom enorm uitgebreid, met onder andere palmbomen, rozen en klimplanten.

## Afbeeldingen

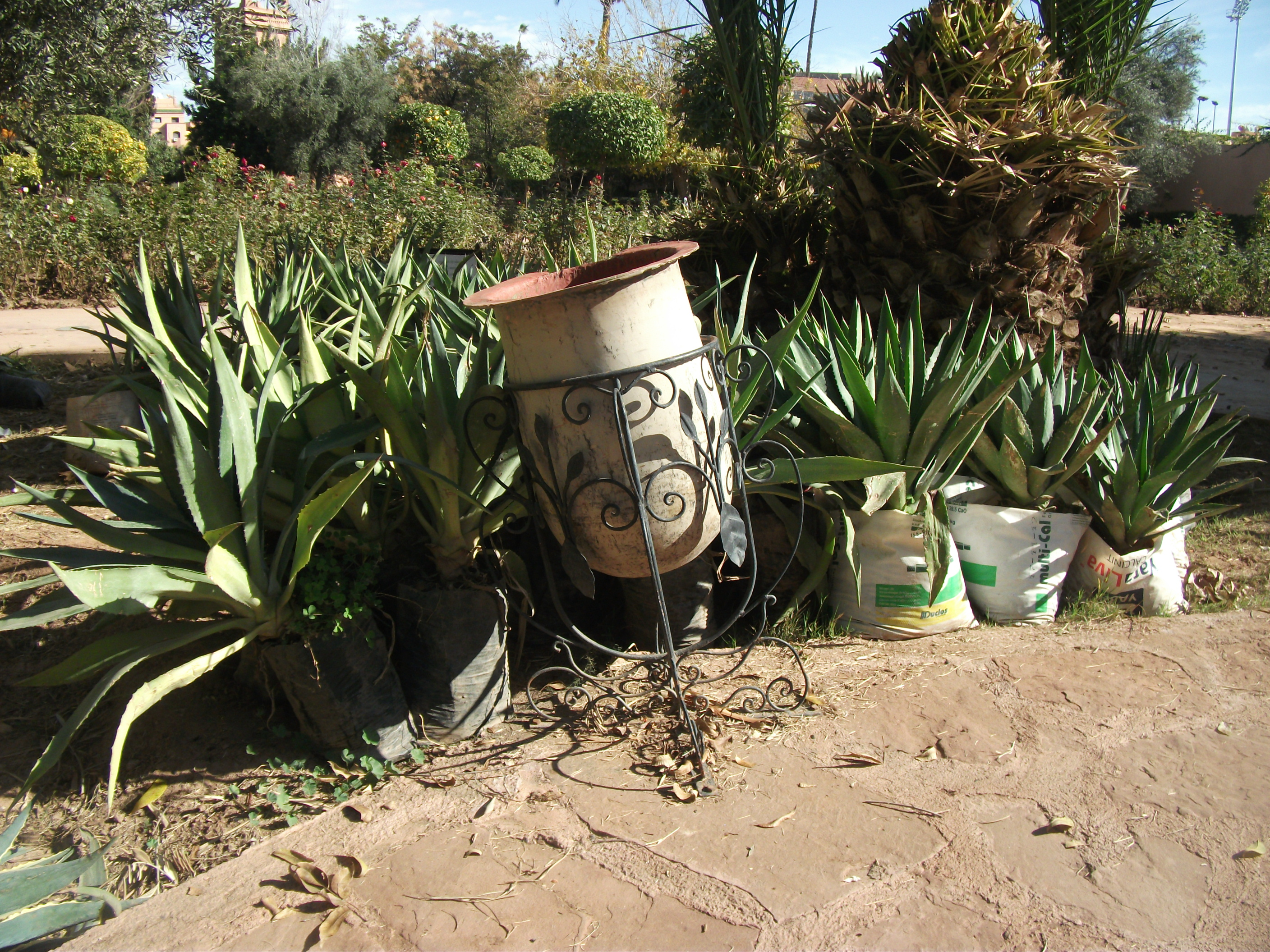
Nieuwe planten
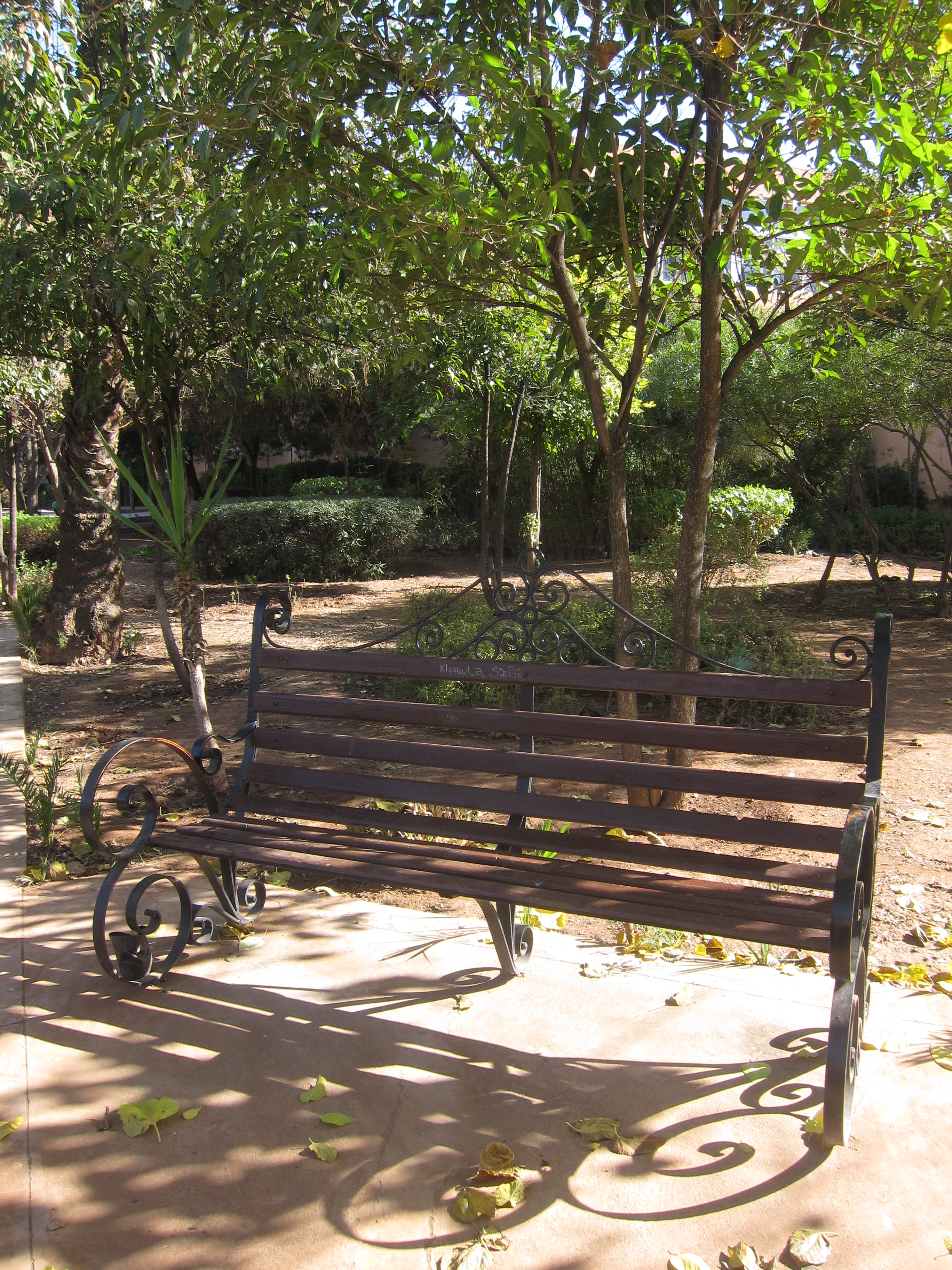
Parkbank
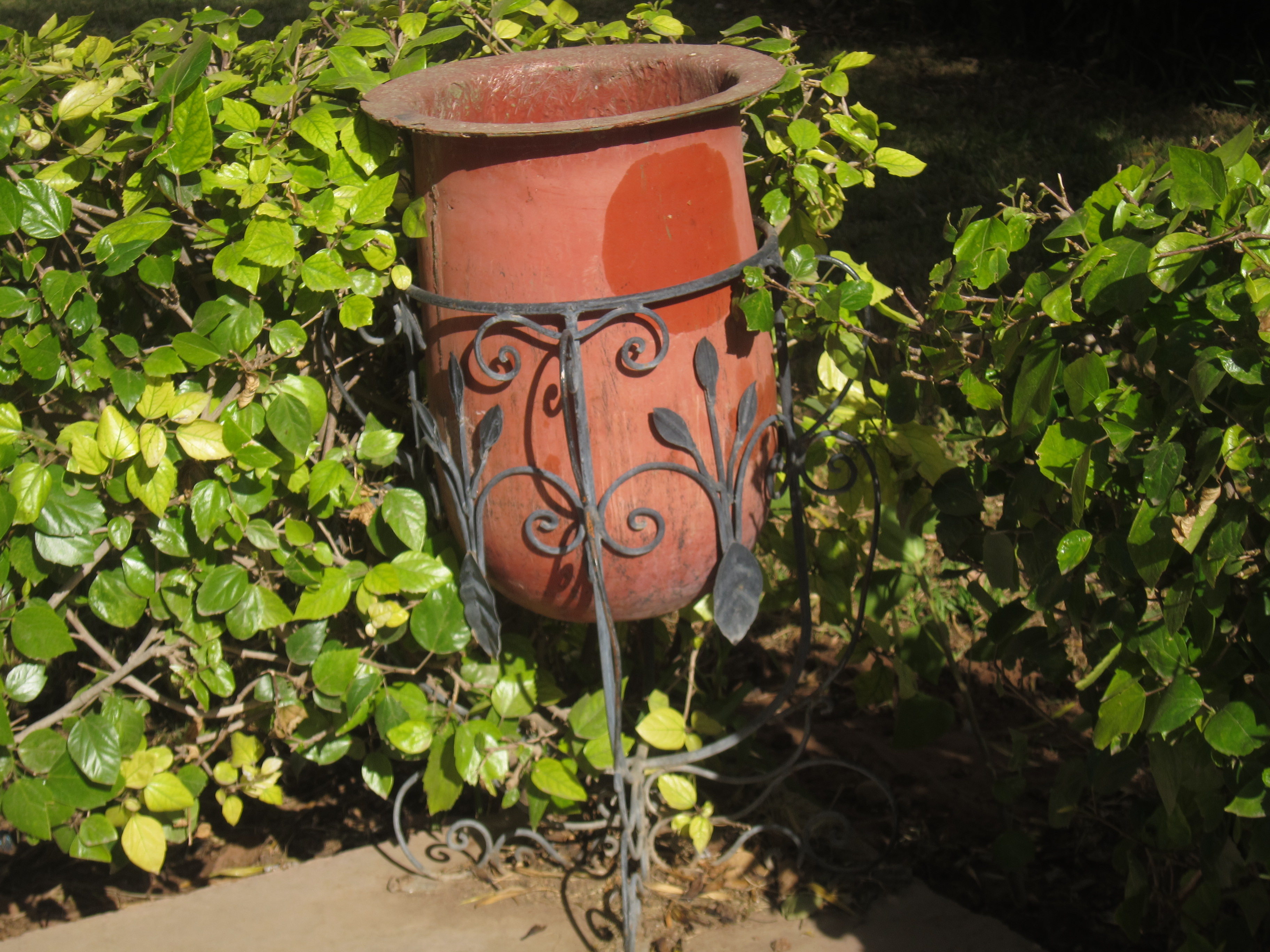
Afvalbak
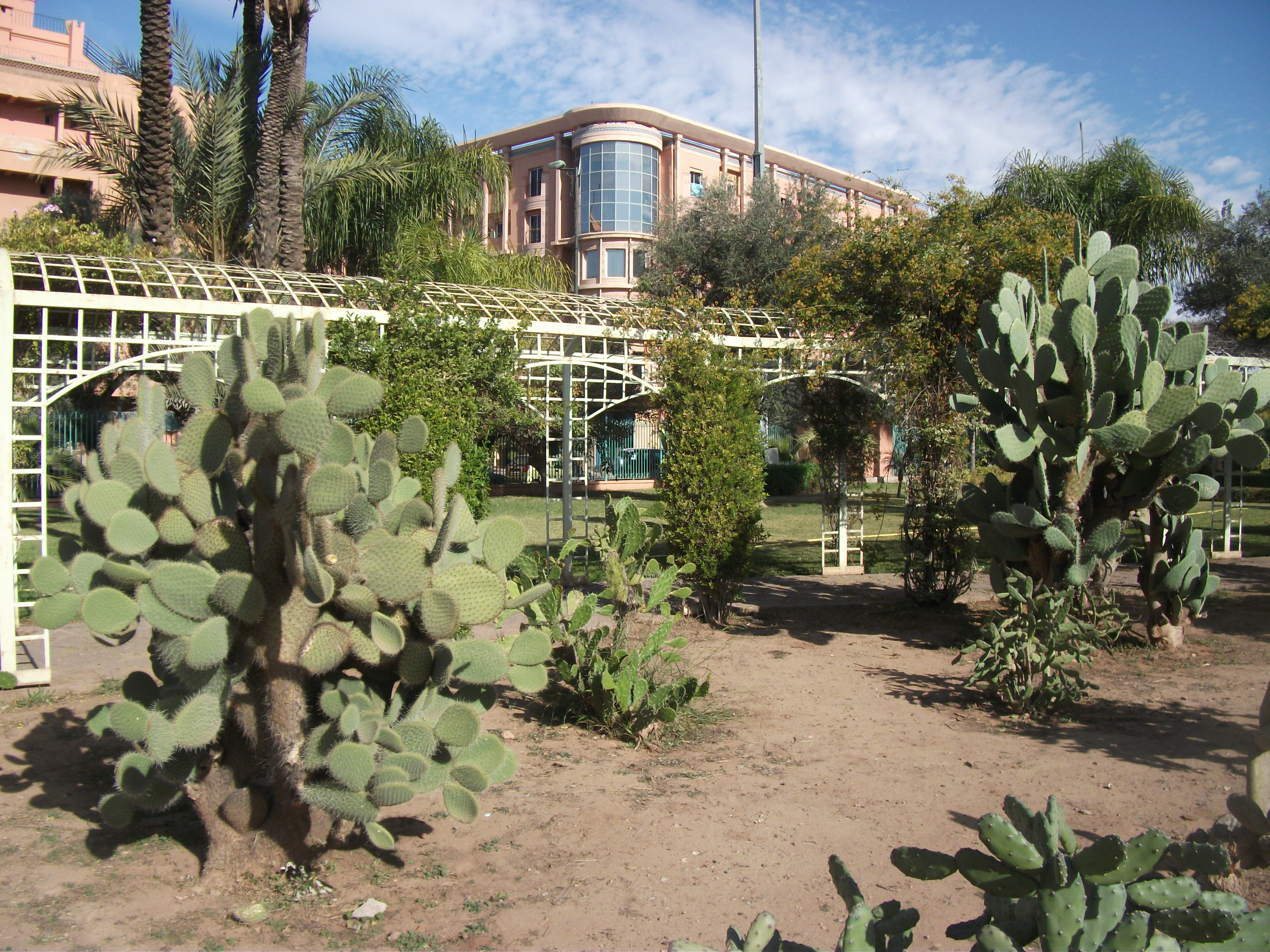
Pergola
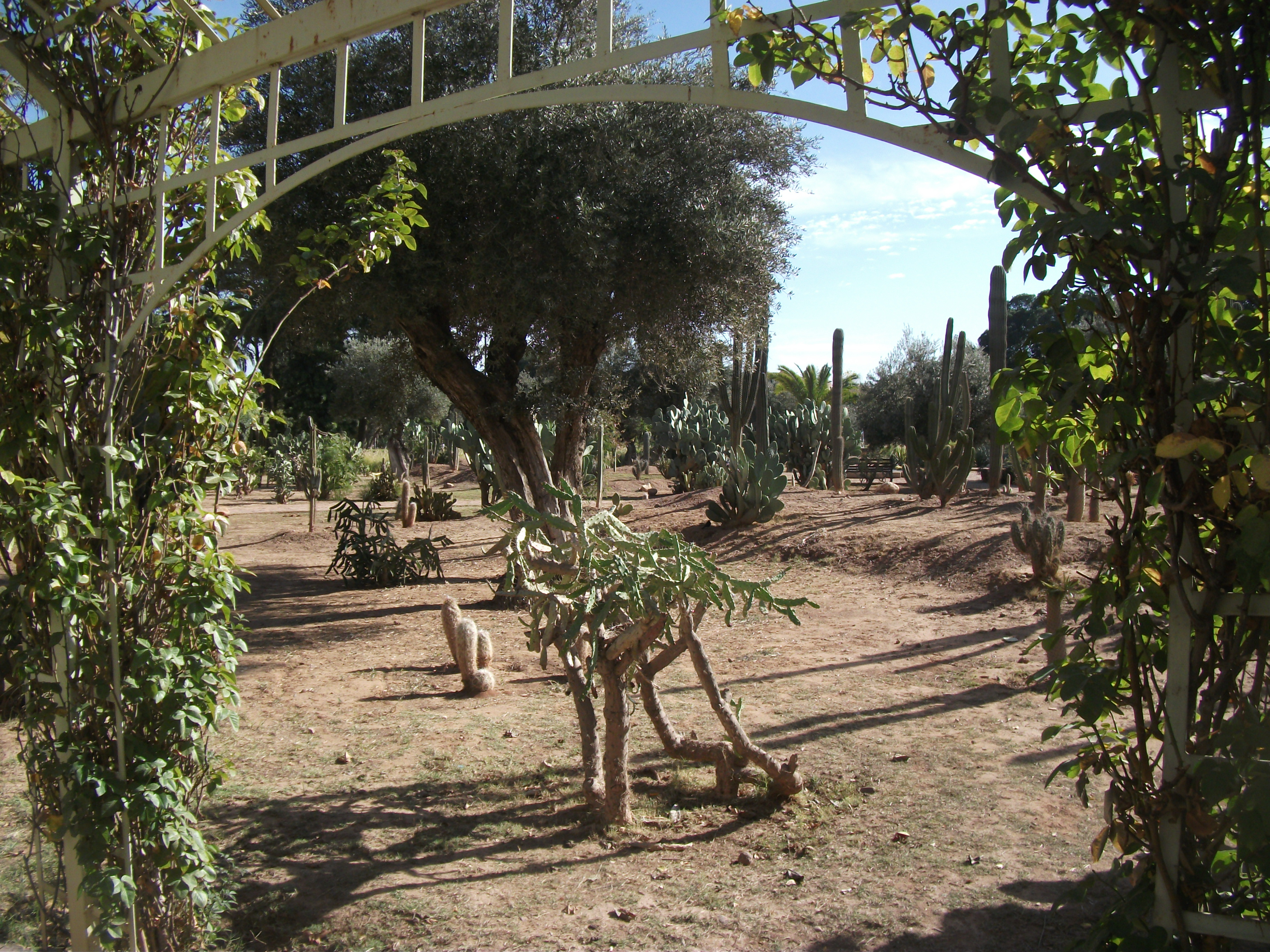
Cactustuin
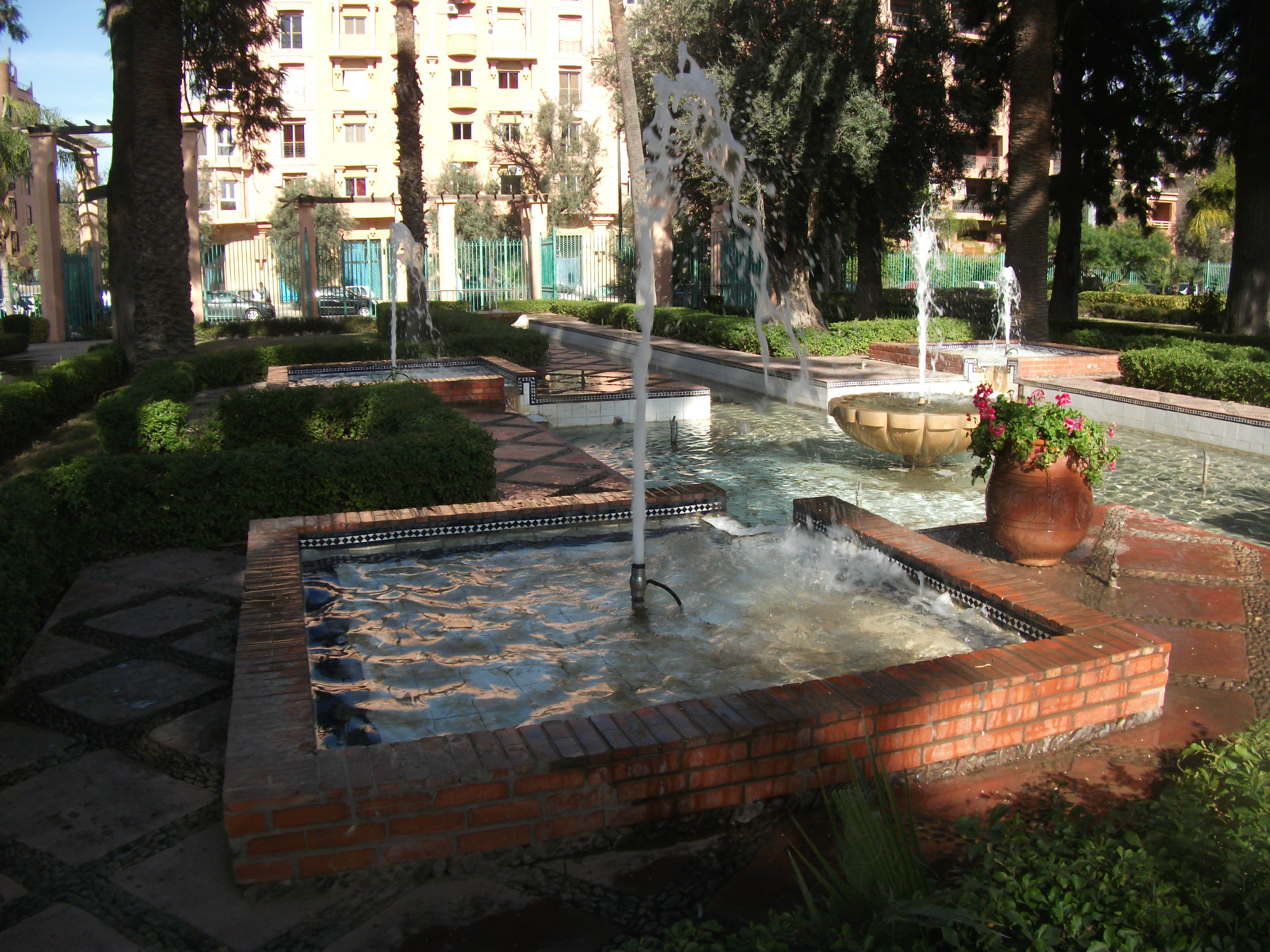
Fonteinen
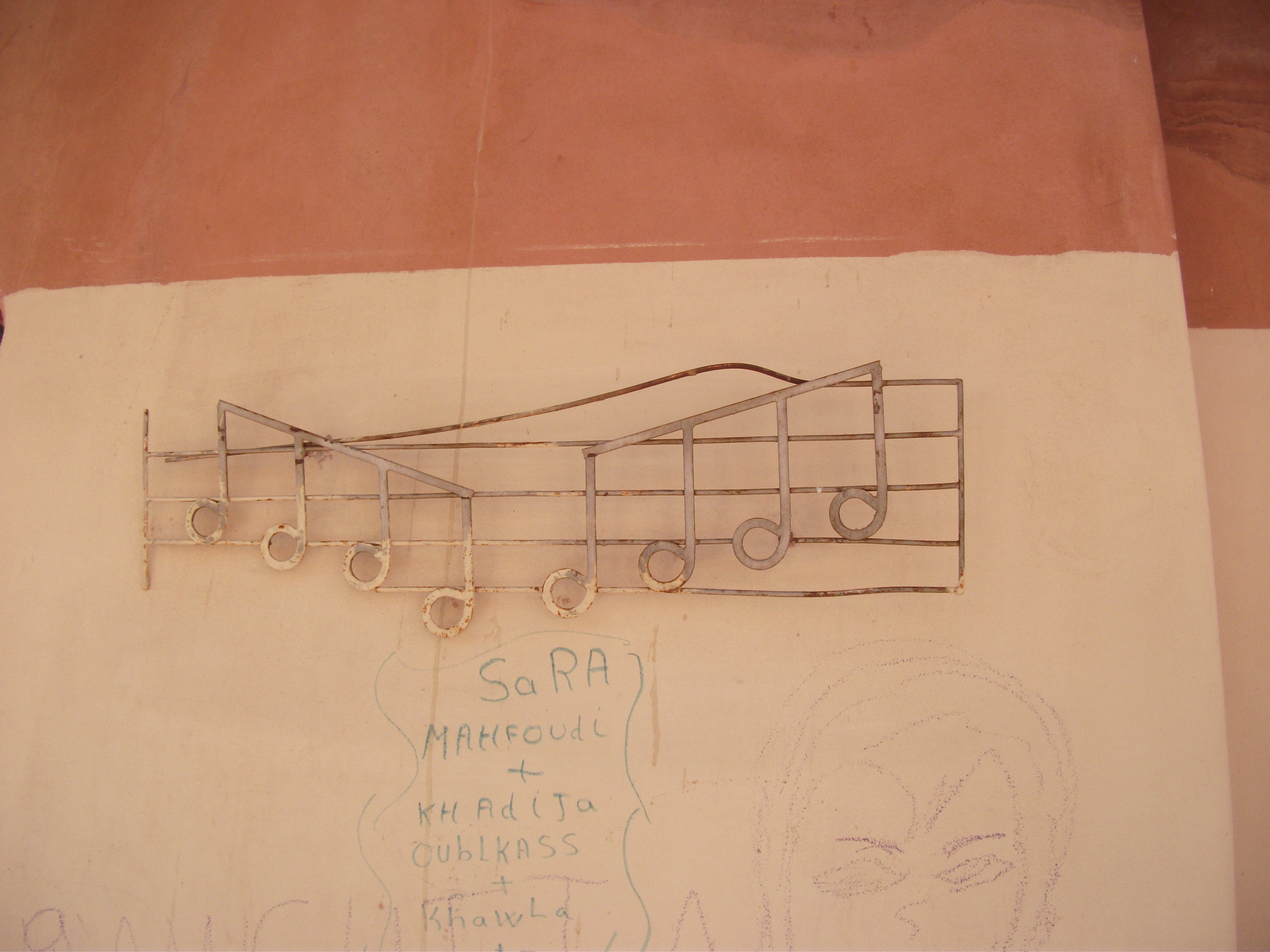
Patio
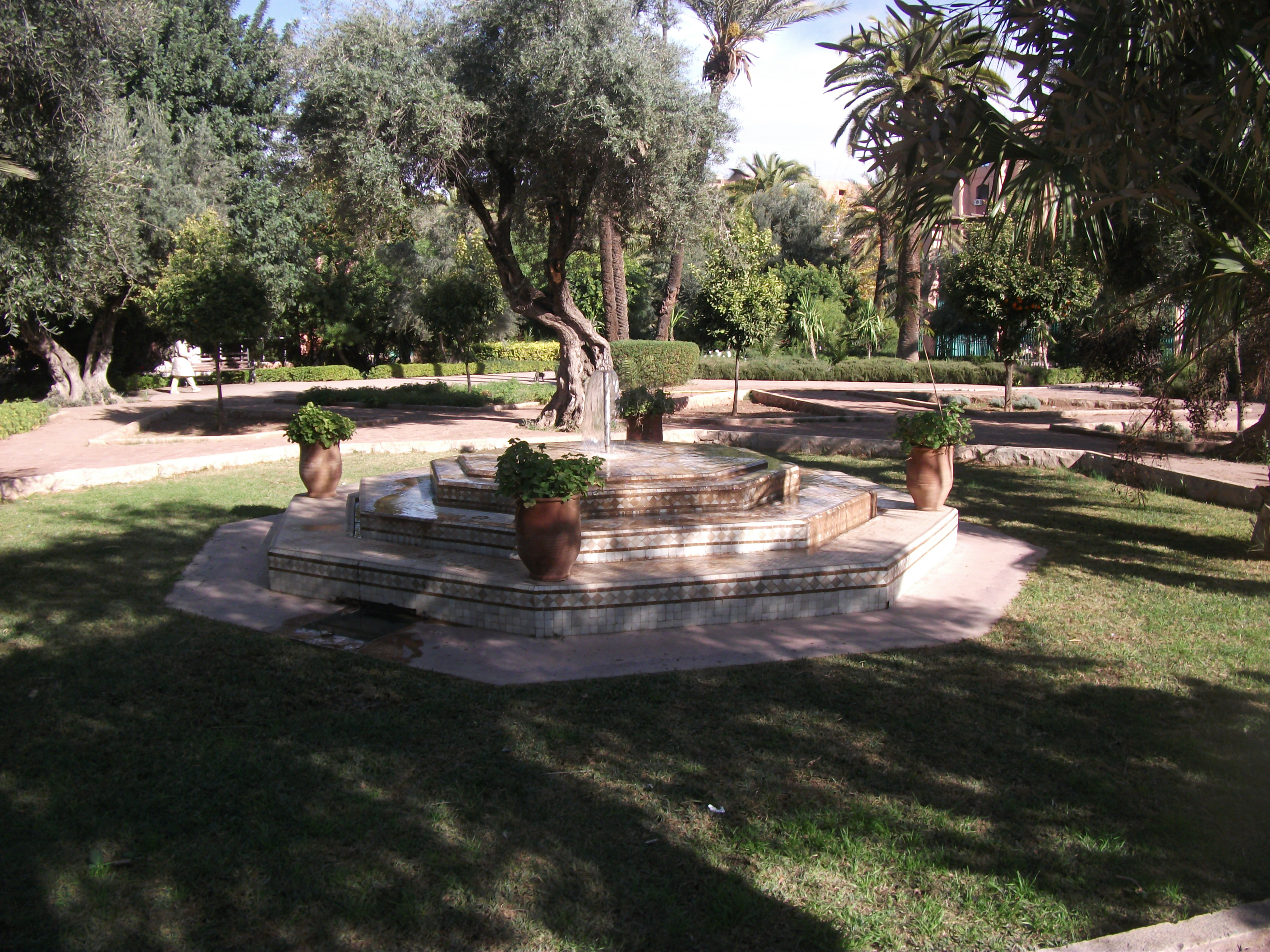
Marokkaanse fontein